# Niyayogüey-teri
Niyayogüey-teri, également orthographiée Niyayoquey-teri, est une localité de la paroisse civile de Sierra Parima dans la municipalité d'Alto Orinoco dans l'État d'Amazonas au Venezuela, sur le río Putaco.